# Arizona State Route 89

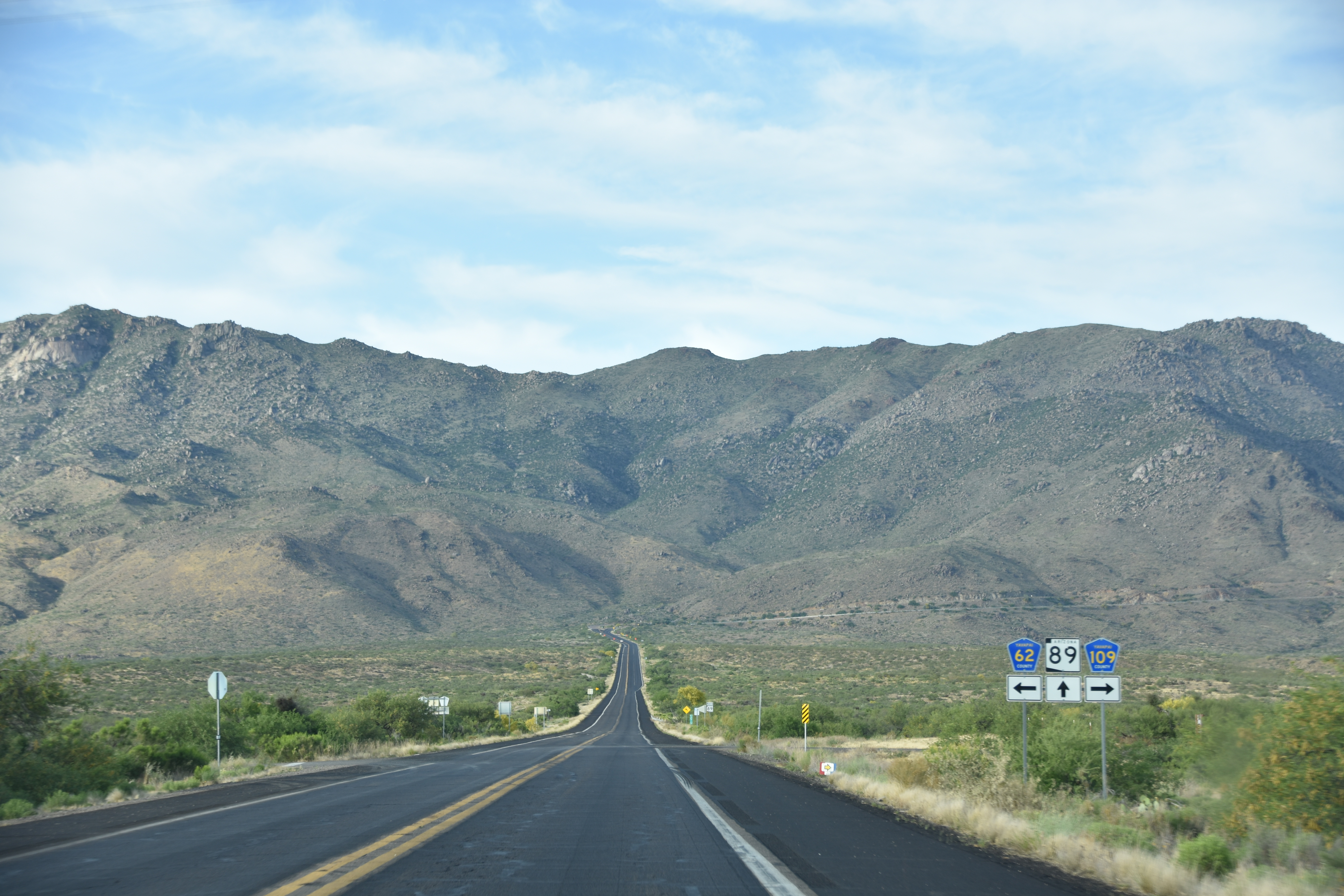
Arizona State Route 89 südlich der Weaver Mountains

Die Arizona State Route 89 (kurz AZ 89) ist eine State Route im US-Bundesstaat Arizona, die in Nord-Süd-Richtung verläuft.
Die State Route beginnt an der Interstate 40 nahe Ash Fork und endet nahe Wickenburg am U.S. Highway 93. Sie war früher ein Abschnitt des U.S. Highways 89. Ein anderer ehemalige Teil der US 89 zwischen Flagstaff und Prescott wurde zur Arizona State Route 89A herabgestuft. Die größte Stadt an der AZ 89 ist Prescott mit über 40.000 Einwohnern.